# The Bodyguard (musical)
The Bodyguard is de (Nederlandse) musicalversie van de hitfilm The Bodyguard uit 1992. De musicalversie ging op 5 december 2012 in het Adelphi Theatre op West End in première en bevat zestien hits van Whitney Houston. De Nederlandse versie wordt geproduceerd door Stage Entertainment en ging op 27 september 2015 in première in het Beatrix Theater in Utrecht. Na bijna twee jaar was de laatste show te zien op 16 juli 2017. 
De Belgische versie (Vlaanderen) ging als dinershow in premiére in 2021 in het Zuiderkroon in Antwerpen (stad) en werd geproduceerd door Music Hall (theaterproducent).  
Vanaf maart 2023 keert een vernieuwde versie van The Bodyguard voor 5 maanden  terug in het Beatrix Theater, eveneens geproduceerd door Stage Entertainment.

## Verhaal
The Bodyguard gaat over Frank Farmer, voormalig secret service agent, die wordt ingehuurd om superster Rachel Marron te beschermen tegen een onbekende stalker. Farmer moet niet alleen Rachel beschermen, maar ook haar zoontje Fletcher. In eerste instantie mogen Frank en Rachel elkaar niet, maar door zijn succesvolle acties om Rachel en haar naasten te beschermen, komen de twee nader tot elkaar. Rachel wordt verliefd op Frank, maar Frank wil geen relatie met de vrouw bij wie hij in dienst is. Nicki, de zus van Rachel, is enorm jaloers op het succes van Rachel. Nicki's acties hebben enorme gevolgen voor Rachel, Fletcher, Frank en haarzelf.

## Rolverdeling
| Rol                       | Nederland, Utrecht, 2015-2017 | Bëlgie, Antwerpen, 2021                                                          | Nederland, Utrecht, 2023                          |
| ------------------------- | --- | -------------------------------------------------------------------------------- | ------------------------------------------------- |
| Rachel Marron             | Romy Monteiro, April Darby | April Darby                                                                      | Nyassa Alberta                                    |
| Alternate                 | April Darby (tot en met september 2016 daarna ook first cast door afwezigheid van Romy), Talita Angwarmasse (vanaf september 2016) | -                                                                                | Talita Angwarmasse                                |
| Understudy                | Tjindjara Metschendorp, Samantha Klots (tot september 2016), Anne Appelo (vanaf september 2016) | -                                                                                | Dorith Creebsburg, Melissa Kanza                  |
| Frank Farmer              | Mark van Eeuwen, Dave Mantel, Miro Kloosterman | Erik Goossens                                                                    | Tarikh Janssen                                    |
| Understudy                | Robbert van den Bergh (tot september 2016), Mathijs Pater, Roy Kullick (vanaf september 2016) | -                                                                                | Jasper Kerkhof, Bart Mijnster                     |
| Nicki Marron              | Carolina Dijkhuizen (tot augustus 2016), Nurlaila Karim | Karoline ‘Leki’ Kamosi                                                           | Nurlaila Karim, Jeannine La Rose                  |
| Understudy                | Tjindjara Metschendorp, Rubiën Florens Vyent | -                                                                                | Noah Blindenburg, Desi van Kessel                 |
| Sy Spector                | Patrick Martens, Ferry Doedens | Dieter Verhaegen                                                                 | Juneoer Mers, Patrick Martens                     |
| Understudy                | Pieter de Groot, Urvin Monte, Jasper Caransa | -                                                                                | Frank Beurskens, Danny Houtkooper                 |
| Bill Devaney/ Sam Devaney | Ruurt de Maesschalck, Mike Ho Sam Sooi | George Arrendell                                                                 | Noah Blindenburg                                  |
| Understudy                | Robbert van den Bergh, Urvin Monte, Roy Kullick | -                                                                                | Danny Houtkooper                                  |
| Tony Scibelli             | Zjon Smaal, Paul Donkers | Hannes Vandersteene                                                              | Dieter Spileers                                   |
| Understudy                | Alessandro Pierotti, Bram Blankestijn, Martin J Barnes | -                                                                                | Bart Mijnster, Jasper Kerkhof                     |
| Stalker                   | Bram Blankestijn | Kristof Verhassel                                                                | Marlon David Henry, Bram Blankestijn              |
| Understudy                | Lars van Sermond, Daniël Vissers, Mathijs Pater, Martin Barnes | -                                                                                | Daniel Vissers, Allesandro Pierotti, Lorenzo Kolf |
| Ray Court                 | Robbert van den Bergh (tot september 2016), Roy Kullick (vanaf september 2016) | David Cantens                                                                    | Steven Roox                                       |
| Understudy                | Lars van Sermond, Urvin Monte, Robert Prein, Max Sijben, Paul Boereboom | -                                                                                | Max Indy, Dieter Spileers                         |
| Fletcher                  | wisselende bezetting waaronder Deantè van der Kunst, Jonathan Flohr, Mookie Saluna, Panthero Toney, Ryvano Buyne, Elinho Deekman, Tyrone Purperhart, Carrlos Veenstra, Matthew-Angel Janssen, Nasir Regales, Riley Boston, Julio Gomes | wisselende bezetting waardonder: Sahladin Diliën, Bekema Stalmans, Joshua Tassin | wisselende bezetting                              |
| Backing Vocalist          | Rubiën Florens Vyent, Samantha Klots, Anne Appelo | Alyssa Luypaert, Charlotte Verduyn                                               | Dorith Creebsburg, Lieke Janssen                  |
| Understudy                | Cher Koper, Tjindjara Metschendorp, Charmaine Kloof, Gaia Aikman, Arletta Boland, Laurie Reijs, Anouk Rietveld | -                                                                                | Melissa Otten                                     |

| Rol                     | Nederland, Utrecht, 2015-2017 | Bëlgie, Antwerpen, 2021 | Nederland, Utrecht, 2023 |
| ----------------------- | --- | --- | --- |
| Ensemble vrouwen        | Gaia Aikman, Joelle Groen, Laurie van Iersel, Tjindjara Metschendorp, Charmaine Kloof, Arletta Boland, Laurie Reijs, Shanna Slaap | Nathalie Chaves ,Sarah Mancini, Britt Roerig, Dalinda Trabelsi, Shauni Vandeput                                                    | Lieke Janssen, Fatty-Jay Shaw, Nathalie Chaves, Desi van Kessel, Dorith Creebsburg, Melissa Kanza, Darcey Roosenboom,         |
| Ensemble mannen         | Alessandro Pierotti, Urvin Monte, Martin J Barnes, Lorenzo Kolf, Lars van Sermond, Daniël Vissers, Andrew Sylveste | Christophe Coenegrachts (Douglas), Felipe Garcia, Roger Makadi, Malik Mohammed, Alessandro Pierotti en Jonathan ‘Dikaay’ Thsimanga | Frank Beurskens (Douglas), Andrew Anthonia, Lorenzo Kolf, Alessandro Pierotti, Max Indy,                                      |
| Swing                   | Kay Heijnen, Jasper Caransa, Cher Koper, Pieter de Groot, Kenny Verelst, Robert Prein, Samantha de Water, Mathijs van Doormalen, Isabelle Vedder, Anouk Rietveld, Wenke Hecker, Davy van der Lubbe, Rik Vollebregt, Max Sijben, Paul Boereboom | Mike Wauters | Melissa Otten, Tom van Puymbroeck, Daniel Vissers, Sanne Groenen, Jill Tjin Asjoe, Loek Meijer, Bart Mijnster, Jasper Caransa |
| Resident Director       | Mathijs Pater | Claude De Maertelaere | Jasper Kerkhof |
| Dance Captain           | Pieter de Groot | Alessandro Pierotti | Alessandro Pierotti |
| Assistent Dance Captain | Laurie van Iersel | - | Samantha de Water |

## Creatieve medewerking
- script: Alex Dinelaris
- vertaling: Allard Blom
- muzikale supervisie en arrangementen: Ad van Dijk
- co-arrangeur: Marco Braam
- decor- en beeldontwerp: Carla Janssen Höfelt
- kostuumontwerp: Cocky van Huijkelom
- ontwerp videocontent: Ad de Haan
- lichtontwerp: Luc Peumans
- geluidsontwerp: Gareth Owen
- soundscape: Carl Beukman
- ontwerp pruiken/make-up: Harold Mertens, Wouter Somers & Mariel Hoevenaars
- casting: Fons van Kraaij
- technische supervisie: Ed Wielstra
- choreografie: Kim Duddy
- regie: Carline Brouwer
- uitvoerend producent: Wendy Verhappen
- productioneel directeur: Barbara Wittebol
- creatief directeur: Maurice Wijnen
- producenten: Joop van den Ende & Albert Verlinde

## Liedjes (in alfabetische volgorde)
- All at Once
- All the Man That I Need
- Greatest Love of All
- How Will I Know
- I Have Nothing
- I'm Every Woman
- I Wanna Dance with Somebody (Who Loves Me)
- I Will Always Love You
- Jesus Loves Me
- Million Dollar Bill
- One Moment in Time
- Queen of the Night
- Run to You
- Saving All My Love for You
- So Emotional
- Where Do Broken Hearts Go

'14-'18 · '40-'45 (België) · '40-'45 (Nederland) · 1830 · De 3 Biggetjes · 3 Musketiers · Aida · Albert I · Alice in Wonderland · A xXxmas Carola · Anatevka · Assepoester · Belle en het Beest · Billie Holiday · Bloedbroeders · The Bodyguard · Cabaret · Camelot · Cats · Chicago · Ciske de Rat · Cyrano de Bergerac · De Schone van Boskoop · Daens · Damiaan · Dirty Dancing · Doe Maar! · Domino · Doornroosje · Dracula · Drood · Elisabeth · Evita · Fame · De Finale · Flashdance · Foxtrot · Goodbye, Norma Jeane · Grease · Hair · High School Musical · De Jantjes · Jeanne d'Arc · Jekyll & Hyde · Jersey Boys · Jesus Christ Superstar · Kadanza · De kleine zeemeermin · Koning van Katoren · Kruimeltje · Kuifje: De Zonnetempel · Kunt u mij de weg naar Hamelen vertellen, mijnheer? · The Last Five Years · Lelies · The Lion King · The Little Mermaid · Love Story · Lover of Loser · Mamma Mia! · De man van La Mancha · Marie-Antoinette · Mary Poppins · Les Misérables · Miss Saigon · Muerto! · De Muze van Rubens · My Fair Lady · On Your Feet! · Op hoop van Zegen · Oorlogswinter · The Passion · Pauline & Paulette · The Phantom of the Opera · Pinokkio · Red Star Line · Rembrandt · Robin Hood · Romeo en Julia, van Haat tot Liefde · De Rozenoorlog · Rubens · Shhh...it happens! · Shrek · Soldaat van Oranje · Spring Awakening · De sprookjesmusical Klaas Vaak · Sneeuwwitje · The Sound of Music · Tarzan · Titanic · Turks fruit · Urinetown · De Vliegende Hollander · Wat Zien Ik?! · Wicked · The Wild Party · The Wiz · Wickie de viking de musical
    Portaal Musical